# Internet-Mobbing
Internet-Mobbing (bei RTL: Cyberbully – Mobbing im Internet, Originaltitel: Cyberbully) ist ein US-amerikanisches Jugenddrama des Senders ABC Family. Die Hauptrolle übernahm Emily Osment. Der Film feierte am 17. Juli 2011 seine Premiere. Regie führte Charles Binamé und produziert wurde das Drama von Jesse Prupas für die Muse Entertainment Enterprises. Drehort für den Film war Montreal in Kanada.

## Handlung
Taylor Hillridge ist ein 16-jähriges Mädchen, das auf die Highschool geht und zum Geburtstag einen Laptop von der Mutter geschenkt bekommen hat. Ihre zwei Freundinnen Samantha Caldone und Cheyenne Mortenson hängen mit ihr viel gemeinsam am Computer und verfolgen, wer alles auf ihre Chat-Posts antwortet. Eines Tages bemerkt Taylor, dass ihr Konto gehackt wurde und der Hacker böse Gerüchte über sie verbreitet, außerdem fängt sie mit einem Unbekannten namens James zu chatten an, der dann ebenfalls Lügen über sie verbreitet. Ab dem Tag darauf ist sie die Außenseiterin und keiner will sich mehr mit ihr abgeben, auch ihre beiden Freundinnen (Cheyenne Mortenson zuerst) lassen sie in der Öffentlichkeit fallen.
Das Internet-Mobbing geht so weit, dass Taylor ein Selbstmord-Ankündigungs-Video online stellt. Als Samantha Caldone das bemerkt, rennt sie zu ihr und findet sie im Badezimmer vor, wo sie und Taylors Mutter sie davon abhalten können, sich umzubringen. Von nun an steht sie ihrer Freundin wieder bei. Ihre Mutter Kris Hillridge schaltet die Polizei ein, um den Übeltäter ausfindig zu machen. Da diese ihr mitteilt, dass es wenig Erfolgsaussichten gibt, spürt sie den mit Hilfe eines Reporters selber auf und wird fündig, es ist Lindsay Fordycee. Sie will sie zur Rede stellen, Lindsay gibt aber ihr Tun nicht zu. Samantha beichtet darauf ihrer besten Freundin, dass sie sich als „James“ online ausgegeben hat, weil sie sauer auf Taylor war.
Taylor Hillridge lässt sich überreden, zu einer Selbsthilfegruppe zu gehen, und durch den Schulleiter Wasnay ermutigt, findet sie wieder das Selbstbewusstsein, zur Schule zurückzukehren. Samantha wird nun von den anderen Mitschülern genauso online beschimpft, wie es mit Taylor zuvor geschah. Die beiden nähern sich wieder an und in der Schule verkünden sie und Samantha entschlossen, dass es ihnen egal ist, was über sie im Web erzählt wird. Und plötzlich schlagen sich fast alle auf ihre Seite und Lindsay Fordycee ist sprachlos.

## Synchronisation
Die deutsche Synchronisation erfolgte bei Film- & Fernseh-Synchron in München. Buch und Regie: Julia Haacke.
| Rolle              | Darsteller    | Deutsche Sprecher  |
| ------------------ | ------------- | ------------------ |
| Taylor Hillridge   | Emily Osment  | Marieke Oeffinger  |
| Samantha Caldone   | Kay Panabaker | Malika Bayerwaltes |
| Kris Hillridge     | Kelly Rowan   | Claudia Lössl      |
| Scott Ozsik        | Jon McLaren   | Tim Schwarzmaier   |
| Cheyenne Mortenson | Meaghan Rath  | Natalie Löwenberg  |
| Caleb              | Jade Hassouné | Patrick Roche      |

## Musik
Für den Film nahm Emily Osment den Titelsong Drift auf, der auf ihrem Anfang 2012 erschienenen Album So In Love vertreten ist. Weitere Filmsongs stammen unter anderem von Kim Taylor, Demi Lovato und Eve & The Ocean.

## Ausstrahlung und DVD-Veröffentlichung
In den Vereinigten Staaten wurde der Film erstmals am 17. Juli 2011 gezeigt und erreichte bei der Premiere 3,4 Millionen Zuschauer. In Deutschland ist der Film seit dem 13. Januar 2012 bei „Kino auf Abruf“ von Unitymedia zu sehen. Am 9. Mai 2012 lief der Film erstmals auf dem Pay-TV-Sender Sky Cinema, weitere Ausstrahlungen finden seitdem statt. Im Free-TV wurde der Film erstmals am 18. Mai 2014 unter dem Titel Cyberbully – Mobbing im Internet auf RTL ausgestrahlt.
Am 7. Februar wurde der Film in den USA auf DVD veröffentlicht.

## Auszeichnungen
Sowohl der Film als auch die Hauptdarstellerin Emily Osment wurden im April 2012 bei der Verleihung der 16. Prism Awards in Los Angeles ausgezeichnet.

## Weblink
- Internet-Mobbing bei IMDb